# 2 Grupa Aeronautyczna
2 Grupa Aeronautyczna (2 Grupa Aer.) – związek organizacyjny lotnictwa Wojska Polskiego.

## Historia grupy
Wiosną 1929 roku, w celu usprawnienia dowodzenia jednostkami, została utworzona 2 Grupa Aeronautyczna. Podstawą utworzenia grupy był rozkaz ministra spraw wojskowych B. Og. Org. L. 10717/1928 o wprowadzeniu w życie nowej organizacji Aeronautyki na stopie pokojowej oraz zarządzenie szefa Departamentu Aer. L. 701/tjn. z 6 lutego 1929 roku „Zestawienie składów osobowych i etatów aeronautyki na stopie pokojowej”. Dowódca grupy i szef sztabu zostali wyznaczeni na stanowiska 27 kwietnia 1929 roku
Dowódcy grupy z siedzibą w Poznaniu podporządkowano 3 pułk lotniczy i batalion lotnictwa w Poznaniu oraz 4 pułk lotniczy i 1 batalion balonowy w Toruniu. 
22 sierpnia tego roku minister spraw wojskowych zaszeregował stanowiska oficerskie, „objęte nową organizacją Aeronautyki (P. S. 10–800) do poszczególnych kategorii dodatku służbowego”: dowódca grupy aeronautycznej (do kat. V), I oficer sztabu grupy aeronautycznej (do kat. VIB) oraz oficer sztabu grupy aeronautycznej (do kat. VIIB).
12 września 1929 roku zostały określone zadania dowódcy grupy, które obejmowały nadzór nad doskonaleniem personelu latającego pułków według wytycznych szefa Departamentu Aeronautyki MSWojsk. oraz samodzielne organizowanie ćwiczeń broni połączonych z udziałem lotnictwa, ćwiczeń o charakterze wybitnie lotniczym, gier wojennych, ćwiczeń aplikacyjnych, ćwiczeń OPL oraz wszelkiego rodzaju zawodów lotniczych i zawodów z zakresu przysposobienia wojskowego.
7 marca 1931 roku został ogłoszony rozkaz B. Og. Org. MSWojsk. L.dz. 1463/tjn. o likwidacji Dowództwa 2 Grupy Aeronautycznej. 4 pułk lotniczy i 1 batalion balonowy z Torunia zostały podporządkowane dowódcy 1 Grupy Aeronautycznej, 3 pułk lotniczy dowódcy 3 Grupy Aeronautycznej, natomiast batalion lotniczy w następnym roku został rozformowany.
| Organizacja pokojowa 2 Grupy Aeronautycznej w latach 1929-1931 |
| -------------------------------------------------------------- |
| Dowództwo 2 Grupy Aeronautycznej w Poznaniu                    |
| 3 pułk lotniczy w Poznaniu                                     |
| 4 pułk lotniczy w Toruniu                                      |
| 1 batalion balonowy w Toruniu                                  |
| batalion lotnictwa w Poznaniu                                  |

| Obsada personalna dowództwa grupy | Obsada personalna dowództwa grupy | Obsada personalna dowództwa grupy  | Obsada personalna dowództwa grupy |
| Dowódcy grupy                     | Dowódcy grupy                     | I oficerowie sztabu                | I oficerowie sztabu               |
| --------------------------------- | --------------------------------- | ---------------------------------- | --------------------------------- |
| płk obs. inż. Jan Sendorek        | IV 1929 – VIII 1931               | mjr dypl. obs. Bolesław Kopyciński | IV – XII 1929                     |
| płk obs. inż. Jan Sendorek        | IV 1929 – VIII 1931               | kpt. dypl. Mateusz Iżycki          | XII 1929 – IX 1931                |